# Jimmy White/Erfolge

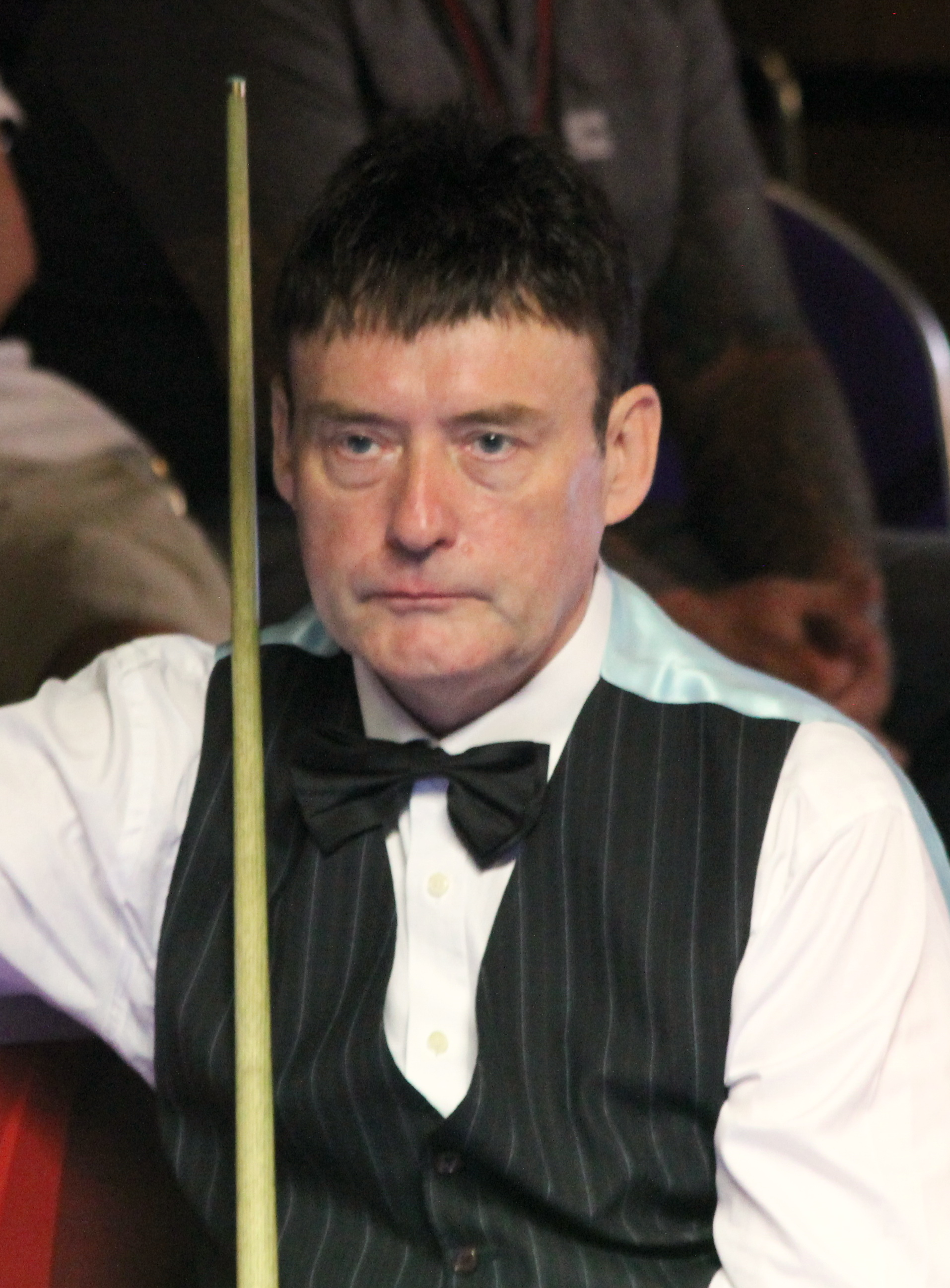
Jimmy White während des Paul Hunter Classic 2016

Diese Liste führt die Erfolge des Snookerspielers Jimmy White auf. White, der immer noch als Profispieler aktiv ist, gehörte in den 1980er- und 1990er-Jahren lange zur Weltspitze und gewann in seiner bisher 40 Saisons andauernden Profikarriere insgesamt 34 Titel, darunter auch ein Mal die UK Championship und das Masters, sowie vier weitere Titel in anderen Sportarten. Des Weiteren ging White als der beste Spieler, der nie Weltmeister war, in die Geschichte ein, da er sechs WM-Endspiele erreichte und sechs Mal verlor; somit ist er kein Mitglied der Triple Crown.
Nach einer erfolgreichen Amateurkarriere startete White mit dem Beginn der Saison 1980/81 seine professionelle Karriere und erreichte 1981 seine ersten Endspiele. Durch mehrere Finalteilnahmen bei Ranglistenturnieren stieg er schnell in die Weltspitze auf und erreichte 1984 erst das Finale des Masters, was er gegen Terry Griffiths gewann, und dann das Finale der Snookerweltmeisterschaft, das er allerdings gegen Steve Davis verlor.
Ab der Mitte der 1980er-Jahre gewann White erstmals Ranglistenturniere, zusätzlich erreichte er unter anderem das Finale der UK Championship 1987. Zeitweise rückte er auf den zweiten Weltranglistenplatz vor, den er allerdings nach zwei Saisons wieder abgeben musste. Auch zu Beginn der 1990er-Jahren war White mit mehreren Ranglistenturniertiteln erfolgreich. Zugleich begann mit der Snookerweltmeisterschaft 1990 eine Niederlagenserie, die alle WM-Endspiele zwischen 1990 und 1994 umfassen sollte. Teilweise erreichte White den Decider, jedoch verlor er alle Endspiele, meist gegen Stephen Hendry. Mit der UK Championship 1992 gewann er sein vorerst letztes Ranglistenturnier, denn zum Ende der 1990er-Jahre konnte er sich nicht mehr unter den Top 10 der Weltrangliste halten.
Nachdem er schon das Finale der British Open 2000 erreicht hatte, gewann er mit der Players Championship 2004 sein bisher letztes Ranglistenturnier. In der Saison 2005/06 erreichte er mit dem achten Weltranglistenplatz nochmals die Top 10, jedoch verschlechterten sich im Folgenden seine Ergebnisse. Obwohl er weiterhin Profispieler war, konzentrierte er sich nun mehr auf seine Tätigkeit als Kommentator. Als er zum Ende der Saison 2016/17 nach 37 Jahren seinen Profistatus verlor, vergab der Weltverband an ihn eine sogenannte „Invitational Tour Card“, durch die er seinen Profistatus behielt. 2019 und 2021 wurde diese Berechtigung erneuert.

## Ranglistenpositionen und Erfolge bei der Triple Crown
Diese Liste zeigt die Ranglistenpositionen von Jimmy White während seiner Karriere und das Abschneiden in den Triple-Crown-Turnieren, wobei die jeweiligen Ausgaben der Turniere sowie die jeweiligen Weltranglisten verlinkt sind.
| Turnier                          | 1980/ 81 | 1981/ 82 | 1982/ 83 | 1983/ 84 | 1984/ 85 | 1985/ 86 | 1986/ 87 | 1987/ 88 | 1988/ 89 | 1989/ 90 | 1990/ 91 | 1991/ 92 | 1992/ 93 | 1993/ 94 | 1994/ 95 | 1995/ 96 | 1996/ 97 | 1997/ 98 | 1998/ 99 | 1999/ 2000 | 2000/ 01 | 2001/ 02 | 2002/ 03 | 2003/ 04 | 2004/ 05 | 2005/ 06 | 2006/ 07 | 2007/ 08 | 2008/ 09 | 2009/ 10 | 2010/ 11 | 2011/ 12 | 2012/ 13 | 2013/ 14 | 2014/ 15 | 2015/ 16 | 2016/ 17 | 2017/ 18 | 2018/ 19 | 2019/ 20 | 2020/ 21 | 2021/ 22 | 2022/ 23 | Gesamt TS / TN |
| -------------------------------- | -------- | -------- | -------- | -------- | -------- | -------- | -------- | -------- | -------- | -------- | -------- | -------- | -------- | -------- | -------- | -------- | -------- | -------- | -------- | ---------- | -------- | -------- | -------- | -------- | -------- | -------- | -------- | -------- | -------- | -------- | -------- | -------- | -------- | -------- | -------- | -------- | -------- | -------- | -------- | -------- | -------- | -------- | -------- | -------------- |
| \| Weltrangliste WRL \| AP EP \| | –        | 21       | 10       | 11       | 7        | 7        | 5        | 2        | 2        | 4        | 4        | 3        | 3        | 3        | 4        | 7        | 13       | 21       | 18       | 16         | 18       | 11       | 10       | 15       | 11       | 8        | 34       | 60       | 65       | 56       | 60 55    | 55 46    | 46 55    | 55 64    | 64 70    | – 121    | 90 94    | – 93     | 72 79    | – 111    | 85 88    | – 116    | 90       | Gesamt TS / TN |
| Triple-Crown-Turniere            |          |          |          |          |          |          |          |          |          |          |          |          |          |          |          |          |          |          |          |            |          |          |          |          |          |          |          |          |          |          |          |          |          |          |          |          |          |          |          |          |          |          |          |                |
| UK Championship                  | –        | HF       | VF       | HF       | VF       | HF       | AF       | F        | R2       | VF       | VF       | F        | S        | AF       | R2       | AF       | R1       | R2       | WR       | WR         | VF       | AF       | R2       | HF       | R2       | R2       | QR       | QR       | QR       | –        | R1       | QR       | QR       | R2       | R2       | R1       | R1       | R2       | R1       | R1       | R2       | R1       |          | 1 / 40         |
| Masters                          | –        | R1       | VF       | S        | HF       | F        | AF       | VF       | VF       | HF       | HF       | HF       | HF       | AF       | HF       | VF       | AF       | WR       | WR       | VF         | VF       | HF       | VF       | HF       | HF       | AF       | WR       | –        | –        | WR       | –        | –        | –        | –        | –        | –        | –        | –        | –        | –        | –        | –        |          | 1 / 27         |
| Weltmeisterschaft                | R1       | HF       | R1       | F        | VF       | VF       | HF       | HF       | VF       | F        | F        | F        | F        | F        | HF       | AF       | R1       | VF       | R1       | VF         | QR       | AF       | AF       | R1       | AF       | R1       | QR       | QR       | QR       | QR       | QR       | QR       | QR       | QR       | QR       | QR       | QR       | QR       | QR       | QR       | QR       | QR       |          | 0 / 42         |
| Weltrangliste WRL                | AP EP    |          |          |          |          |          |          |          |          |          |          |          |          |          |          |          |          |          |          |            |          |          |          |          |          |          |          |          |          |          |          |          |          |          |          |          |          |          |          |          |          |          |          |                |

| Legende | Legende                               |
| ------- | ------------------------------------- |
| S       | Sieger                                |
| F       | Finalist                              |
| HF      | Halbfinalist                          |
| VF      | Viertelfinalist                       |
| AF      | Achtelfinalist                        |
| LX      | Niederlage in der Runde der letzten X |
| RX      | Niederlage in Runde X                 |
| WR      | Niederlage in der Wildcardrunde       |
| QR      | Niederlage in der Qualifikation       |
| NQ      | Nicht qualifiziert                    |
| –       | nicht teilgenommen                    |
| –       | keine Weltranglistenplatzierung       |
| n. a.   | nicht ausgetragen                     |
| k. R.   | keine Rangliste                       |
| TS / TN | Turniersiege / Teilnahmen             |
| AP      | Ranglistenposition am Saisonbeginn    |
| EP      | Ranglistenposition am Saisonende      |

## Übersicht der Finalteilnahmen

### Ranglistenturniere
Insgesamt nahm White 24 Mal an Endspielen von Ranglistenturnieren teil, wovon er zehn für sich entscheiden konnte. Darunter waren neben den sechs verlorenen WM-Final-Teilnahmen auch drei Endspielteilnahmen an der UK Championship, von denen er eine gewann.
Farbbedeutungen: Turnier der Triple Crown Turnier ohne besonderen Status hinsichtlich Triple Crown
| Ergebnis | Jahr | Turnier                         | Gegner im Finale    | Endstand |
| -------- | ---- | ------------------------------- | ------------------- | -------- |
| Finalist | 1982 | Professional Players Tournament | Ray Reardon         | 5:10     |
| Finalist | 1984 | Snookerweltmeisterschaft        | Steve Davis         | 16:18    |
| Finalist | 1985 | Matchroom Trophy                | Cliff Thorburn      | 10:12    |
| Sieger   | 1986 | Classic                         | Cliff Thorburn      | 13:12    |
| Sieger   | 1986 | Grand Prix                      | Rex Williams        | 10:6     |
| Finalist | 1987 | Classic                         | Steve Davis         | 12:13    |
| Sieger   | 1987 | British Open                    | Neal Foulds         | 13:9     |
| Finalist | 1987 | UK Championship                 | Steve Davis         | 14:16    |
| Finalist | 1988 | International Open              | Steve Davis         | 6:12     |
| Sieger   | 1988 | Canadian Masters                | Steve Davis         | 9:4      |
| Finalist | 1990 | Snookerweltmeisterschaft        | Stephen Hendry      | 12:18    |
| Sieger   | 1991 | Classic                         | Stephen Hendry      | 10:4     |
| Finalist | 1991 | Snookerweltmeisterschaft        | John Parrott        | 11:18    |
| Finalist | 1991 | UK Championship                 | John Parrott        | 13:16    |
| Sieger   | 1992 | British Open                    | James Wattana       | 10:7     |
| Sieger   | 1992 | European Open                   | Mark Johnston-Allen | 9:3      |
| Finalist | 1992 | Snookerweltmeisterschaft        | Stephen Hendry      | 14:18    |
| Sieger   | 1992 | Grand Prix                      | Ken Doherty         | 10:9     |
| Sieger   | 1992 | UK Championship                 | John Parrott        | 16:9     |
| Finalist | 1993 | Snookerweltmeisterschaft        | Stephen Hendry      | 5:18     |
| Finalist | 1994 | Snookerweltmeisterschaft        | Stephen Hendry      | 17:18    |
| Finalist | 2000 | British Open                    | Peter Ebdon         | 6:9      |
| Finalist | 2004 | European Open                   | Stephen Maguire     | 3:9      |
| Sieger   | 2004 | Players Championship            | Paul Hunter         | 9:7      |

### Einladungsturniere
White nahm an insgesamt 24 Endspielen von Einladungsturnieren teil, wovon er 14 – darunter auch ein Mal das Masters – gewann.
Farbbedeutungen: Turnier der Triple Crown Turnier ohne besonderen Status hinsichtlich Triple Crown
| Ergebnis | Jahr | Turnier                    | Gegner im Finale  | Endstand     |
| -------- | ---- | -------------------------- | ----------------- | ------------ |
| Sieger   | 1981 | Scottish Masters           | Cliff Thorburn    | 9:4          |
| Sieger   | 1981 | Northern Ireland Classic   | Steve Davis       | 11:9         |
| Sieger   | 1984 | Masters                    | Terry Griffiths   | 9:5          |
| Sieger   | 1984 | New Zealand Masters        | Kirk Stevens      | 5:3          |
| Sieger   | 1984 | Carlsberg Challenge        | Tony Knowles      | 9:7          |
| Finalist | 1984 | Scottish Masters           | Steve Davis       | 4:9          |
| Finalist | 1985 | Pot Black                  | Doug Mountjoy     | 0:2          |
| Sieger   | 1985 | Irish Masters              | Alex Higgins      | 9:5          |
| Sieger   | 1985 | Carlsberg Challenge        | Alex Higgins      | 8:3          |
| Finalist | 1986 | Masters                    | Cliff Thorburn    | 5:9          |
| Sieger   | 1986 | Irish Masters              | Willie Thorne     | 9:5          |
| Sieger   | 1986 | Malaysian Masters          | Dennis Taylor     | 2:1          |
| Finalist | 1986 | Carlsberg Challenge        | Dennis Taylor     | 3:8          |
| Sieger   | 1986 | Pot Black                  | Kirk Stevens      | 2:0          |
| Finalist | 1987 | Kent Cup                   | Willie Thorne     | 2:5          |
| Finalist | 1987 | Canadian Masters           | Dennis Taylor     | 7:9          |
| Sieger   | 1988 | Hong Kong Masters          | Neal Foulds       | 6:3          |
| Finalist | 1988 | Norwich Union Grand Prix   | Steve Davis       | 4:5          |
| Sieger   | 1989 | World Matchplay            | John Parrott      | 9:18         |
| Sieger   | 1990 | World Matchplay            | Stephen Hendry    | 9:18         |
| Finalist | 1994 | Top Rank Classic           | Stephen Hendry    | Gruppenphase |
| Finalist | 1997 | Superstar International    | Ronnie O’Sullivan | 3:5          |
| Finalist | 1997 | China International        | Steve Davis       | 4:7          |
| Sieger   | 2010 | World Seniors Championship | Steve Davis       | 4:1          |

### Non-ranking-Turniere
Bei Non-ranking-Turnier, also solchen Turnieren ohne Einfluss auf die Weltrangliste, stand White insgesamt acht Mal im Finale, wobei er vier Mal siegte.
| Ergebnis | Jahr | Turnier                      | Gegner im Finale | Endstand |
| -------- | ---- | ---------------------------- | ---------------- | -------- |
| Finalist | 1983 | International Masters        | Ray Reardon      | 6:9      |
| Sieger   | 1984 | Thailand Masters             | Terry Griffiths  | 4:3      |
| Finalist | 1990 | Hong Kong Challenge          | James Wattana    | 3:9      |
| Finalist | 1990 | Humo Masters                 | John Parrott     | 6:9      |
| Sieger   | 1991 | World Masters – Men’ Singles | Tony Drago       | 10:6     |
| Sieger   | 1991 | European Challenge           | Steve Davis      | 4:1      |
| Sieger   | 1999 | Pontins Professional         | Matthew Stevens  | 9:5      |
| Finalist | 2000 | Pontins Professional         | Darren Morgan    | 2:9      |

### Ligen
Bei Ligen-Turnieren stand White insgesamt vier Mal im Finale, jedoch konnte er nur ein einziges Mal gewinnen.
| Ergebnis | Jahr | Turnier         | Gegner im Finale  | Endstand |
| -------- | ---- | --------------- | ----------------- | -------- |
| Sieger   | 1993 | European League | Alan McManus      | 10:7     |
| Finalist | 1998 | Premier League  | Ken Doherty       | 2:10     |
| Finalist | 1999 | Premier League  | John Parrott      | 4:9      |
| Finalist | 2006 | Premier League  | Ronnie O’Sullivan | 0:7      |

### Teamevents
Insgesamt erreichte White bei Teamevents sieben Mal das Finale, vier davon konnte er gewinnen.
| Ergebnis        | Jahr | Turnier                    | Teampartner                                | Gegner im Finale                                         | Endstand |
| --------------- | ---- | -------------------------- | ------------------------------------------ | -------------------------------------------------------- | -------- |
| Zweitplatzierte | 1982 | World Team Classic         | Tony Knowles Steve Davis                   | Kirk Stevens Bill Werbeniuk Cliff Thorburn               | 2:4      |
| Zweitplatzierte | 1983 | World Doubles Championship | Tony Knowles                               | Tony Meo Steve Davis                                     | 2:10     |
| Sieger          | 1984 | World Doubles Championship | Alex Higgins                               | Cliff Thorburn Willie Thorne                             | 10:2     |
| Sieger          | 1988 | World Cup                  | Steve Davis Neal Foulds                    | Eddie Charlton Warren King John Campbell                 | 9:7      |
| Sieger          | 1989 | World Cup                  | Steve Davis Neal Foulds                    | Tony Drago Dene O’Kane Silvino Francisco                 | 9:8      |
| Zweitplatzierte | 1991 | World Masters              | Caroline Walch                             | Steve Davis Allison Fisher                               | 3:6      |
| Sieger          | 2000 | Nations Cup                | John Parrott Ronnie O’Sullivan Stephen Lee | Darren Morgan Mark Williams Matthew Stevens Dominic Dale | 6:4      |

### Amateurturniere
Während seiner Karriere nahm White an 16 Endspielen von Amateurturnieren teil, von denen er elf gewinnen konnte.
| Ergebnis | Jahr | Turnier                                     | Gegner im Finale | Endstand  |
| -------- | ---- | ------------------------------------------- | ---------------- | --------- |
| Sieger   | 1977 | Englische U16-Meisterschaft                 | unbekannt        | unbekannt |
| Sieger   | 1978 | Pontins Autumn Open                         | Sid Hood         | 7:6       |
| Finalist | 1979 | Pontins Spring Open                         | Steve Davis      | 3:7       |
| Sieger   | 1979 | English Amateur Championship                | Dave Martin      | 13:10     |
| Sieger   | 1980 | IBSF-Snookerweltmeisterschaft               | Ron Atkins       | 11:2      |
| Sieger   | 1980 | Indische Snooker-Meisterschaft              | unbekannt        | unbekannt |
| Finalist | 2009 | World Series of Snooker 2009/10 – Turnier 1 | Shaun Murphy     | 1:5       |
| Sieger   | 2009 | World Series of Snooker 2009/10 – Turnier 2 | Graeme Dott      | 5:3       |
| Sieger   | 2017 | UK Seniors Championship                     | Ken Doherty      | 4:2       |
| Sieger   | 2019 | Seniors Irish Masters                       | Rodney Goggins   | 4:1       |
| Sieger   | 2019 | Seniors 6-Red World Championship            | Aaron Canavan    | 4:2       |
| Sieger   | 2019 | World Seniors Championship                  | Darren Morgan    | 5:3       |
| Finalist | 2019 | UK Seniors Championship                     | Michael Judge    | 2:4       |
| Sieger   | 2020 | World Seniors Championship                  | Ken Doherty      | 5:4       |
| Finalist | 2021 | World Seniors Championship                  | David Lilley     | 3:5       |
| Finalist | 2022 | World Seniors Championship                  | Lee Walker       | 4:5       |
| Sieger   | 2023 | World Seniors Championship                  | Alfie Burden     | 5:3       |

### Pool
Insgesamt erreichte White bei drei Poolturnieren das Finale, wovon er eins gewinnen konnte.
| Ergebnis | Jahr | Turnier                  | Gegner im Finale   | Endstand  |
| -------- | ---- | ------------------------ | ------------------ | --------- |
| Finalist | 1994 | European Pool Masters    | Ralf Souquet       | unbekannt |
| Finalist | 1994 | Mosconi Cup (mit Europa) | Vereinigte Staaten | 12:16     |
| Sieger   | 1995 | Mosconi Cup (mit Europa) | Vereinigte Staaten | 16:15     |

### Poker
White nahm 2003 an einem Pokerturnier teil, wo er sich unter anderem gegen Steve Davis durchsetzen konnte und den ersten Platz belegte.
| Ergebnis | Jahr | Turnier                     | Gewonnenes Geld |
| -------- | ---- | --------------------------- | --------------- |
| Sieger   | 2003 | Poker Million – The Masters | 150.000 £       |